# Kirkkojärvi (sjö i Finland, Birkaland, lat 61,63, long 23,20)
Kirkkojärvi är en sjö i Finland som sammanhänger med Mahnalanselkä Den ligger i kommunen Tavastkyro  i landskapet Birkaland, i den sydvästra delen av landet, 190 km nordväst om huvudstaden Helsingfors. Kirkkojärvi ligger 60,6 meter över havet. I omgivningarna runt Kirkkojärvi växer i huvudsak blandskog.
Följande samhällen ligger vid Kirkkojärvi:
- Tavastkyro (9 996 invånare)

Trakten ingår i den boreala klimatzonen. Årsmedeltemperaturen i trakten är 1 °C. Den varmaste månaden är juli, då medeltemperaturen är 16 °C, och den kallaste är februari, med −14 °C.